# Jeannette Rankin
Jeannette Pickering Rankin (11 iunie 1880 – 18 mai 1973) a fost un politician american și susținător al drepturilor femeilor și prima femeie care a deținut funcții federale în Statele Unite. A fost aleasă în Camera Reprezentanților SUA ca republicană din Montana în 1916 și din nou în 1940. Din 2022, Rankin este încă singura femeie aleasă vreodată la Congres din Montana.
Fiecare dintre mandatele Congresului lui Rankin a coincis cu inițierea intervenției militare americane într-unul dintre cele două războaie mondiale. Pacifistă de o viață, a fost unul dintre cei 50 de membri ai Camerei care s-au opus declarației de război asupra Germaniei în 1917. În 1941, a fost singurul membru al Congresului care a votat împotriva declarației de război asupra Japoniei în urma atacului de la Pearl Harbor.
Sufragetă în timpul erei progresive, Rankin a organizat și a făcut lobby pentru legislația care acorda drepturi de vot femeilor în mai multe state, inclusiv Montana, New York și Dakota de Nord. În timp ce se afla în Congres, ea a introdus o legislație care a devenit în cele din urmă al 19-lea amendament constituțional, acordând drepturi de vot nerestricționate femeilor din întreaga țară. Ea a susținut o multitudine de cauze diverse pentru drepturile femeilor și drepturile civile de-a lungul unei cariere care a durat mai mult de șase decenii.